# Gyrodactyloides strelkowi
Gyrodactyloides strelkowi är en plattmaskart. Gyrodactyloides strelkowi ingår i släktet Gyrodactyloides och familjen Gyrodactylidae. Inga underarter finns listade i Catalogue of Life.